# Изолирующая кабина

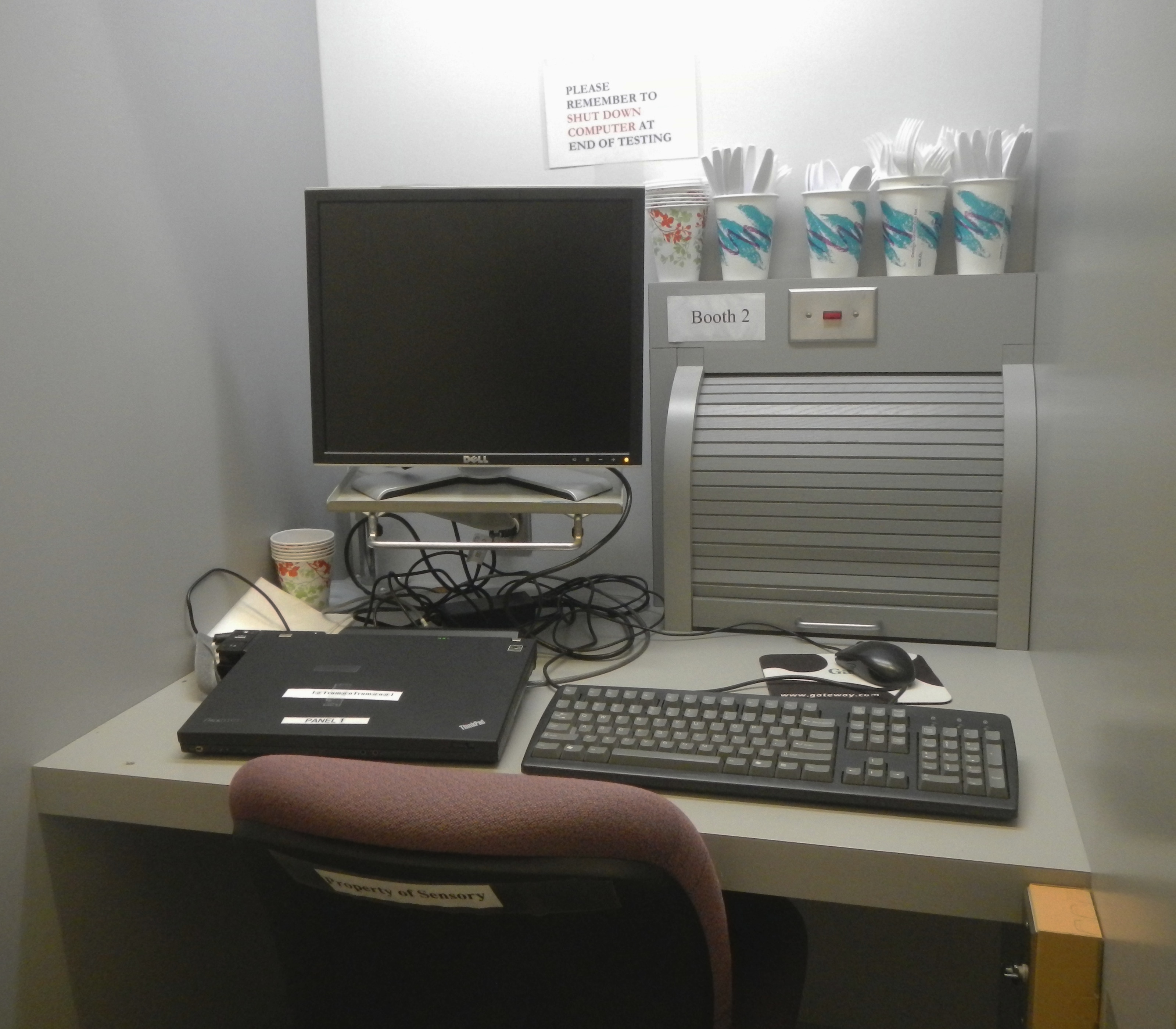
Изолированная кабина для проведения тестов на вкус вслепую

Изолирующая кабина — кабина для предотвращения того, чтобы человек или люди видели или слышали определённые события, используются обычно для телевизионных программ или для слепого тестирования продуктов.
Самое наглядное использование — на игровых шоу, где изолирующая будка (переносная или встроенная в комплект шоу) используется, чтобы не дать участнику услышать ответы своего конкурента, или, в как случае игры Family Feud, члена семьи или друга при ответах на вопросы анкеты «Быстрые деньги». В истории западного телевидения было много подобных игровых шоу. Ещё одно применение на подобных шоу — не дать возможность публике подсказывать игрокам, на пример в шоу «Угадай мелодию». Забавное вариант такого оборудования использовался в шоу Idiot Savants, где на голову конкурсанту надевали пластиковую трубку.
В дополнение к изолирующим кабинам часто используют маски для сна, чтобы участник также не видел, что происходит, а по мере совершенствования технологии — наушники с шумоподавлением и музыкой.
Изолирующие кабины также часто используются при аудиозаписи с неотражающими стенами, облицованными акустической пеной, которая устраняет возможные реверберации.

## Использование как наказание
Некоторые школы в Соединенном Королевстве используют «изоляторы» в качестве места содержания под стражей, представляя собой небольшую комнату, в которой ребёнка, нарушающего правила поведения, заставляют сидеть в одиночестве и в тишине что является частью политики, известной как «занять и игнорировать». В некоторых случаях дети наказывались таким образом по 22 часа в неделю. В 2019 году ребёнок совершил попытку самоубийства, находясь в такой кабине.